# Jílovice (Hradec Králové)
Jílovice é uma comuna checa localizada na região de Hradec Králové, distrito de Hradec Králové‎.